# Gypsy punk
Le gypsy punk (ou immigrant punk) est un genre musical hybride mêlant musique traditionnelle rom et punk rock. Le premier groupe de rock à incorporer des éléments de punk et de musique gitane est Motherhead Bug, principalement en activité au début des années 1990. Un intérêt général pour le genre se fait ressentir après la sortie de l'album de Gogol Bordello Gypsy Punks: Underdog World Strike, et le chanteur Eugene Hütz considère leur performance sur scène comme du « gypsy punk cabaret ».
Les groupes de gypsy punk mêlent habituellement les rythmiques du rock et son instrumentation (guitare folk, guitare électrique, basse électrique, batterie) à l'instrumentation traditionnelle gitane comme le tambourin, l'accordéon, le violon ou la trompette,.

## Histoire
L'origine du terme gypsy punk est depuis longtemps débattue, mais sa liaison avec la culture rom ne fait aucun doute. Cette communauté, voyageant à travers le monde, a influencé l'industrie musicale occidentale comme le démontre Gogol Bordello. L'instrumentation traditionnelle d'Europe de l'Est et les paroles multilingues sont deux des caractéristiques de la musique rom. Dans le cas Gogol Bordello, le tempo et le « chant-hurlement punk » et ces caractéristiques musicales gitanes créent un exemple concret de ce qui sera connu sous le terme de gypsy punk. « Le mot “gypsy” accouplé au terme “punk” décrit de la musique punk ayant adopté un mode particulier de rébellion, d'anarchie, et de résistance dans un contexte occidental » qu'il est bon de noter depuis l'émergence de Gogol Bordello et d'autres groupes ayant intronisé le genre, « le mouvement punk s'identifie à la culture de masse comme la suppression définitive des normes sociétales et musicales. »